# Eleutherodactylus lamprotes
Espèce
Statut de conservation UICN

 CR A3c : 
En danger critique
Eleutherodactylus lamprotes est une espèce d'amphibiens de la famille des Eleutherodactylidae.

## Répartition
Cette espèce est endémique d'Haïti. Elle  se rencontre de 820 à 1 455 m d'altitude dans le Massif de la Hotte.

## Description
Les mâles mesurent jusqu'à 29 mm.

## Publication originale
- Schwartz, 1973 : Six new species of Eleutherodactylus (Anura, Leptodactylidae) from Hispaniola. Journal of Herpetology, vol. 7, no 3, p. 249-273.